# Galerucella
Galerucella (лат.) — род жуков (Coleoptera) из подсемейства козявок (Galerucinae) в семействе листоедов (Chrysomelidae).

## Описание
Надкрылья жуков без пятен. Усики длинные, отчетливо достигают за плечевые углы надкрылий. Передние тазики отделены друг от друга (Galerucella) или соприкасаются (Neogalerucella).

## Классификация
В составе рода выделяют два подрода Neogalerucella и Galerucella.
Некоторые виды рода:
- Galerucella calmariensis (Linnaeus, 1767)
- Galerucella grisescens (Joannis, 1866)
- Galerucella lineola (Fabricius, 1781) — Листоед ивовый жёлтый
- Galerucella nymphaeae (Linnaeus, 1758) s. l. — Козявка кувшинковая
- Galerucella placida Baly, 1878
- Galerucella pusilla (Duftschmid, 1825)
- Galerucella tenella (Linnaeus, 1761) — Листоед земляничный

## Распространение
Встречается В Евразии и Северной Америке.